# تسيل التربة

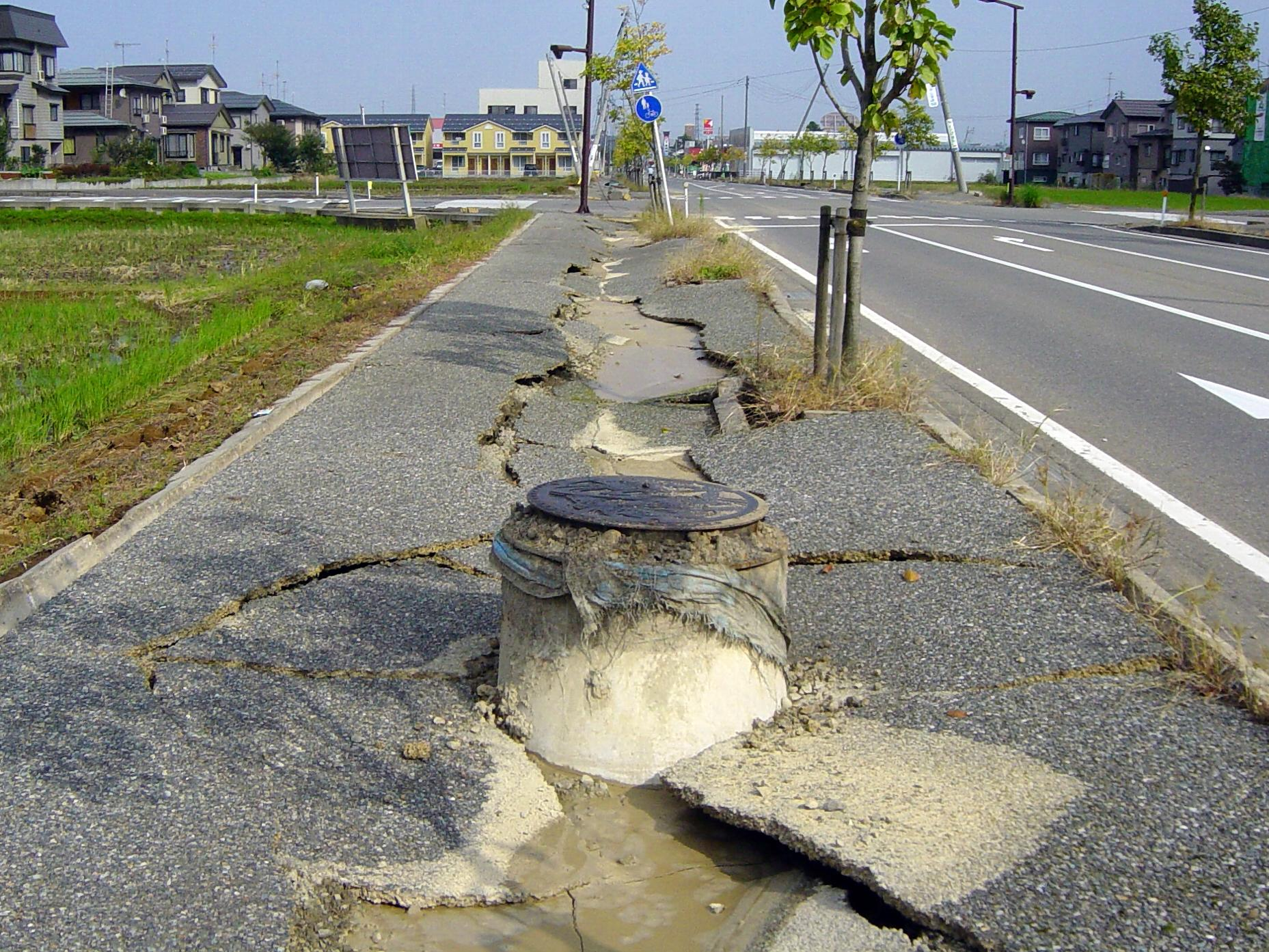
تسيل التربة تسبب في طفو أنبوب مصرف المياه في زلزال تشويتسو 2004.

يحدث تسيّل التربة عندما تفقد التربة المشبعة أو المشبعة جزئيًا بشكل كبير صلابتها وقساوتها تحت تأثير إجهاد مطبّق كالاهتزاز أثناء حدوث الزلازل أو أي تغيّر مفاجئ في الحالة الإجهادية، إذ تسلك المادة التي عادةً ما تكون صلبة في هذه الحالة السلوك السائل.

في ميكانيكا التربة، أول من استخدم المصطلح «تسيّل» كان المهندس ألين هازن استنادًا إلى الانهيار الذي حصل لسد كالافيراس في كاليفورنيا. فسّر هازن ألية التميع السيلاني للسد الأرضي على النحو التالي:
إذا كان ضغط ماء المسام في التربة كبيرًا بما يكفي لتحمّل الحمولة الكلية، فسيكون لذلك تأثيرًا في تباعد الجزيئات عن بعضها البعض وفي تشكّل حالة مكافئة عمليًا لتلك التي في الرمال المتحركة. قد يتجمع الضغط نتيجةً للحركة الأولية لبعض أجزاء المادة، في البداية في نقطة واحدة، لينتقل بعدها إلى أخرى، على التسلسل، حيث تكون نقاط تجمّع الضغط الأولى قد تسيّلت. 
عادةً ما تلاحظ ظاهرة تسيّل التربة في التربات الرملية المشبعة، الرخوة (ذات الكثافة المنخفضة أو غير المضغوطة). وذلك لأن التربات الرملية السائبة تميل إلى الانضغاط عند تعرضها لحمولة مطبقة. في المقابل، تميل التربات الرملية الكثيفة إلى التوسع في الحجم أو «التمدد». إذا كانت التربة مشبعة بالماء، وهذه الحالة غالبًا ما تكون موجودة عندما تكون التربات تحت منسوب المياه الجوفية أو مستوى سطح البحر، فإن الماء يملأ الفراغات بين حبيبات التربة («الفراغات المسامية»). نتيجةً لانضغاط التربة، يزداد ضغط ماء المسام وتحاول جزيئات الماء التسرب من التربة إلى أماكن الضغط المنخفض (عادةً للأعلى نحو سطح الأرض). مع ذلك، إذا كان تطبيق الحمولات على سطح التربة سريعًا وكبيرًا بما يكفي، أو تكرر لأكثر من مرة (على سبيل المثال، الاهتزاز الناتج عن الزلازل، أو التحميل الناتج عن موجة عاصفة) بحيث لا تتسرب جزيئات الماء قبل تطبيق الدورة التالية من الحمولات، فإن ضغوط الماء قد تتجمع إلى درجة تتجاوز فيها القوة (ضغوط التماس) بين حبيبات التربة والتي تبقي على التماس فيما بينها. يُعد هذا التماس بين حبيبات التربة الوسيلة التي تُنقل فيها الحمولات الناتجة عن أوزان المباني وطبقات التربة العلوية من سطح الأرض إلى طبقات التربة أو الصخور الموجودة على أعماق أكبر. فقدان التربة لبنيتها يؤدي إلى فقدان صلابتها (أي القدرة على نقل إجهاد القص)، ويمكن ملاحظة التربة في هذه الحالة تنجرف كالسائل (وبالتالي ظاهرة التسيّل).
على الرغم من أن تأثيرات ظاهرة تسيّل التربة كانت واضحة ومفهومة منذ زمن طويل، إلا أن الأمور قد اتضحت للمهندسين بشكل أكبر بعد زلزال نيغاتا في عام 1964 وزلزال ألاسكا في عام 1964. كانت ظاهرة التسيّل العامل الرئيسي وراء تدمير منطقة مارينا في سان فرانسيسكو خلال زلزال لوما بريتا في عام 1989، وميناء كوبه خلال زلزال هانشين أواجي الكبير في اليابان. في الآونة الأخيرة، كانت ظاهرة التسيّل المسبب الرئيسي للدمار الذي لحق بالممتلكات السكنية في الضواحي الشرقية والبلدات التابعة لمدينة كرايستشرش، في نيوزيلندا أثناء زلزال كانتربيري في عام 2010، ومرة أخرى بدرجة أكبر بعد سلسلة زلازل كرايستشرش التي تلت مطلع ومنتصف عام 2011. في 28 سبتمبر عام 2018، ضرب زلزال شدته 7.5 درجة على مقياس درجة العزم مقاطعة سولاوسي الوسطى في إندونيسيا. تسببت ظاهرة تسيّل التربة بطمر ضاحية مدينة بالاروا وقرية بيتوبو على عمق ثلاثة أمتار في الطين. تدرس الحكومة الإندونيسية اعتبار الحيين بالاروا، وبيتوبو، الذين دُفنا بالكامل تحت الطين، مقابرًا جماعية.

## اقرأ أيضا
- هندسة الزلازل
- ضغط فعال
- ضغط التربة (زراعة)
- نظام الطوافة العائمة

## وصلات خارجية
- بحث عن مخاطر تسيل التربة مع التطبيق على أحد مدن مصر الجديدة.